# Kanoniker (Musik)
Als Kanoniker wird in der altgriechischen Musiktheorie die Gruppe der Pythagoreer bezeichnet, deren Theorie auf dem Kanon (Monochord) beruht und die musikalische Intervalle durch an der Saite des Kanons experimentell ermittelte ganzzahlige Zahlenverhältnisse charakterisierten, wie sie in der Legende von Pythagoras in der Schmiede beschrieben werden.
Eine gegensätzliche Auffassung vertraten die Harmoniker, die eine akustisch orientierte Musiktheorie ablehnten. 